# Lithops herrei
Lithops herrei är en isörtsväxtart som beskrevs av L. Bol. Lithops herrei ingår i släktet Lithops och familjen isörtsväxter. Inga underarter finns listade i Catalogue of Life.

## Bildgalleri

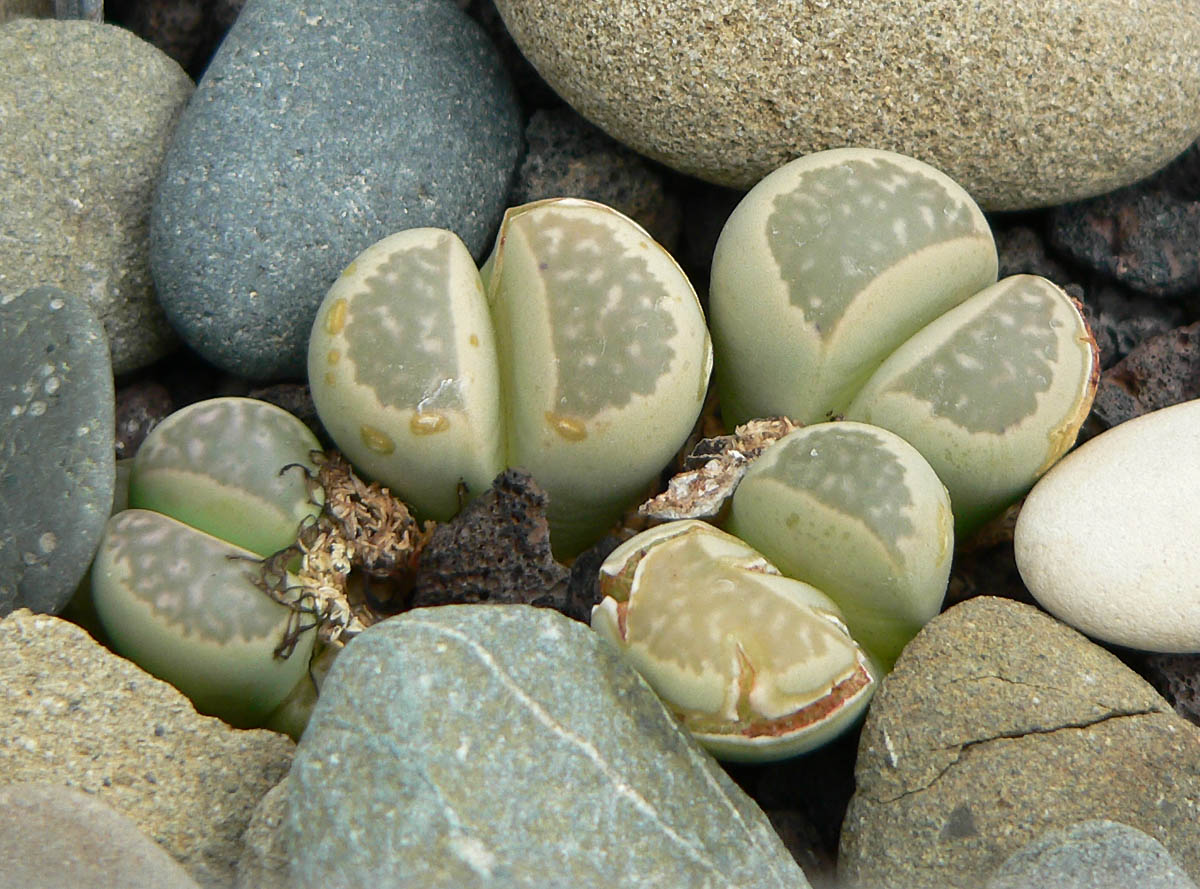
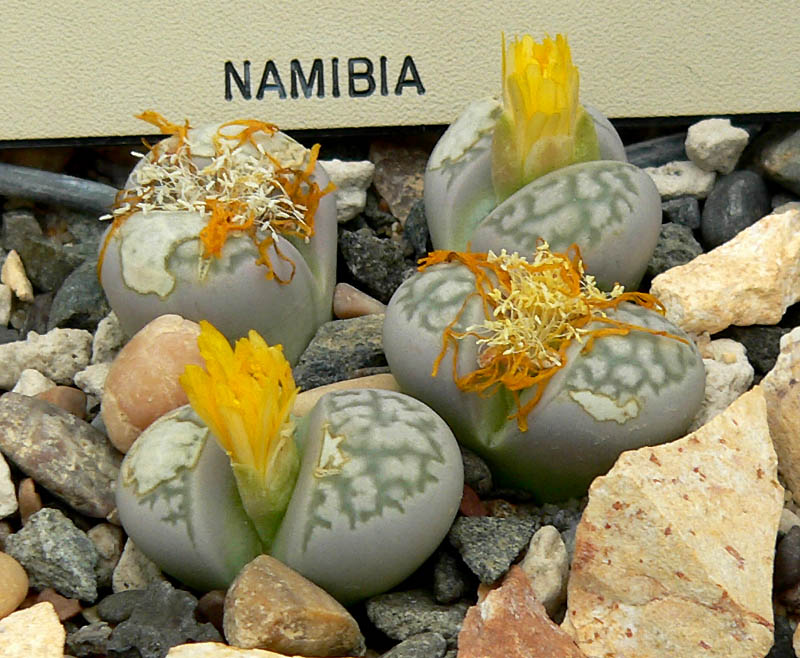